# Nekrolog 1247
Nekrolog
◄◄
| ◄
| 1243
| 1244
| 1245
| 1246
| 1247 | 1248 | 1249 | 1250 | 1251 | ► | ►►
Weitere Ereignisse | Allgemeiner Nekrolog 1247
Die Beschreibung der verstorbenen Person sollte so kurz wie möglich gehalten sein und nur deren signifikante Tätigkeit(en) enthalten.
Neue Namen ggf. auch unter dem Geburts- und Sterbedatum, also etwa unter 1. Januar und im Geburts- und Sterbejahr (2024) eintragen (nur bei entsprechender großer Wichtigkeit). Für Beispiele siehe die schon vorhandenen Artikel.
Außerdem über die fünf zuletzt Verstorbenen, zu denen es einen ausreichend guten Artikel für eine Präsentation auf der Hauptseite gibt, nach der todesbedingten Überarbeitung der Artikel ggf. auch unter Wikipedia Diskussion:Hauptseite informieren und sie am besten auch in den anderen Wikipedia-Sprachversionen eintragen. Tipp: Regelmäßig bei news.google.de nach „ist tot“, „gestorben“ oder „verstorben“ suchen.
Wenn eine Person gestorben ist, gibt es viele Seiten zu dieser Person in der Wikipedia, die davon auch betroffen sind und entsprechend aktualisiert werden müssen. Beispiele: Namenübersichtsseite, Geburtsjahr, Geburtsort-Seiten und viele mehr.
Wie finde ich die betroffenen Seiten?
Im Suchfeld auf der linken Seite gibt man den Suchbegriff so ein: „Vorname Nachname“. Dann klickt man auf Volltext und alle Seiten mit entsprechendem Suchtext werden aufgerufen. Hier sieht man dann schnell, wo auch das Todesjahr Sinn macht oder sogar ein Teil des Artikels angepasst werden muss. Auch hilft das „Werkzeug“ auf der linken Seite sehr gut, um solche Seiten aufzufinden: „Links auf diese Seite“. Somit ist die Wikipedia wieder aktuell in allen Bereichen! Hinweis: bei Eintragung der Kategorie „Gestorben JAHR“ wird der Missbrauchsfilter 49 ausgelöst, was jedoch nicht schlimm ist. Siehe: Spezial:Missbrauchsfilter/49
Dies ist eine Liste von im Jahr 1247 verstorbenen bekannten Persönlichkeiten. Die Einträge erfolgen innerhalb der einzelnen Daten alphabetisch sortiert. Tiere sind im Nekrolog für Tiere zu finden.

## Januar
| Tag       | Name          | Beruf, bekannt als                                        | Alter | Beleg |
| --------- | ------------- | --------------------------------------------------------- | ----- | ----- |
| 1. Januar | Heinrich III. | Inhaber mehrerer Grafschaften und Vogt rheinischer Stifte |       |       |

## Februar
| Tag         | Name               | Beruf, bekannt als                                  | Alter  | Beleg |
| ----------- | ------------------ | --------------------------------------------------- | ------ | ----- |
| 10. Februar | Rohese de Verdon   | anglonormannische Adlige                            | ca. 43 |       |
| 12. Februar | Ermesinde II.      | Gräfin von Luxemburg, la Roche und Durbuy           | 60     |       |
| 16. Februar | Heinrich Raspe IV. | Landgraf von Thüringen, Gegenkönig zu Friedrich II. |        |       |

## März
| Tag      | Name      | Beruf, bekannt als         | Alter | Beleg |
| -------- | --------- | -------------------------- | ----- | ----- |
| 10. März | Arnold I. | Abt im Kloster St. Blasien |       |       |

## April
| Tag       | Name                   | Beruf, bekannt als    | Alter | Beleg |
| --------- | ---------------------- | --------------------- | ----- | ----- |
| 14. April | Bernhard IV. zur Lippe | Bischof von Paderborn |       |       |

## Mai
| Tag    | Name             | Beruf, bekannt als            | Alter | Beleg |
| ------ | ---------------- | ----------------------------- | ----- | ----- |
| 9. Mai | Richard de Bures | Großmeister des Templerordens |       |       |

## Juni
| Tag      | Name                    | Beruf, bekannt als                           | Alter | Beleg |
| -------- | ----------------------- | -------------------------------------------- | ----- | ----- |
| 10. Juni | Rodrigo Jiménez de Rada | spanischer Kleriker, Feldherr und Historiker |       |       |
| 11. Juni | Landolf von Hoheneck    | Bischof von Worms                            |       |       |
| Juni     | Ludolf von Holte        | Bischof von Münster                          |       |       |

## Juli
| Tag      | Name          | Beruf, bekannt als   | Alter | Beleg |
| -------- | ------------- | -------------------- | ----- | ----- |
| 25. Juli | Heinrich III. | Graf von Tecklenburg |       |       |

## August
| Tag    | Name                    | Beruf, bekannt als      | Alter | Beleg |
| ------ | ----------------------- | ----------------------- | ----- | ----- |
| August | Burkhart von Ziegenhain | Erzbischof von Salzburg |       |       |

## September
| Tag          | Name              | Beruf, bekannt als | Alter | Beleg |
| ------------ | ----------------- | ------------------ | ----- | ----- |
| 4. September | Balian von Beirut | Herr von Beirut    |       |       |

## Oktober
| Tag         | Name                | Beruf, bekannt als | Alter | Beleg |
| ----------- | ------------------- | ------------------ | ----- | ----- |
| 30. Oktober | Konrad von Dürkheim | Bischof von Worms  |       |       |

## November
| Tag         | Name       | Beruf, bekannt als     | Alter | Beleg |
| ----------- | ---------- | ---------------------- | ----- | ----- |
| 1. November | Rudolf II. | Pfalzgraf von Tübingen |       |       |

## Dezember
| Tag          | Name               | Beruf, bekannt als               | Alter | Beleg |
| ------------ | ------------------ | -------------------------------- | ----- | ----- |
| 7. Dezember  | Theobald von Marly | Abt von Vaux-de-Cernay, Heiliger |       |       |
| 27. Dezember | Hermann II.        | Graf von Weimar-Orlamünde        |       |       |

## Datum unbekannt
| Tag | Name                     | Beruf, bekannt als                                                                     | Alter | Beleg |
| --- | ------------------------ | -------------------------------------------------------------------------------------- | ----- | ----- |
|     | Armand de Périgord       | Großmeister des Templerordens                                                          |       |       |
|     | Dietrich                 | Dompropst zu Schwerin, Domherr zu Hamburg und Bischof des Bistums Schwerin (1240–1247) |       |       |
|     | Demetrios Komnenos Dukas | byzantinischer Despot in Thessaloniki, Sohn von Theodoros I. Komnenos Dukas            |       |       |
|     | Sune Folkesson           | Sohn von Folke Birgersson                                                              |       |       |
|     | Guido von Cortona        | italienischer Franziskaner, einer der ersten Gefährten des heiligen Franz von Assisi   |       |       |
|     | Konrad I.                | polnischer Teilfürst im Herzogtum Masowien                                             |       |       |
|     | Mawe Sengge              | Geistlicher der Shiche-Schule                                                          |       |       |
|     | Tomoe Gozen              | weiblicher Samurai                                                                     |       |       |
|     | Töregene Hatun           | Regentin des Mongolenreiches (1242–1246)                                               |       |       |